# Jesús Hernández Blázquez
Jesús Hernández Blázquez é um exciclista espanhol nascido a 28 de setembro de 1981 em Burgohondo, província de Ávila (Espanha), pese a que cresceu e se formou em Parla (Comunidade de Madri).

## Biografia

### Inícios no ciclismo
Hernández começou no ciclismo por seu pai, um cicloturista do clube ciclista Neves, da sua localidade, Parla, para que fizesse vida sã.

### Ciclismo aficionado
Hernández emigrou ao País Basco para correr na equipa aficionada Iberdrola, filial da potente ONZE de Manolo Saiz. Hernández compartilhou andar em Azpeitia (Guipúscoa) junto a outros jovens ciclistas como Joaquim Rodríguez e Xavier Florencio, colegas da mesma equipa e em sua mesma situação.
Um jovem Alberto Contador (um ano menor que Jesus), amigo e colega de treinamentos pelas estradas de Madri, ficou impressionado pelas impressionantes bicicletas (as da ONZE) com que treinava Hernández, e um ano depois fez a mesma viagem para se somar ao Iberdrola e ao andar de Azpeitia.

### Ciclismo profissional

#### Estreia e Operação Puerto

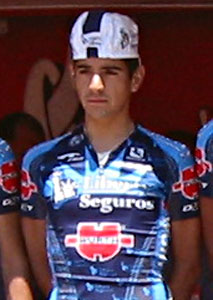
Jesús Hernández em 2005, com a equipa Liberty Seguros.

Fez a sua estreia como profissional no ano 2004 com a equipa Liberty Seguros de Manolo Saiz, continuador da histórica ONZE. Durante os seus dois anos de estadia na equipa coincidiu com ciclistas consolidados como Roberto Heras, Igor González de Galdeano e David Etxebarria, bem como com jovens promessas como Alberto Contador (com quem lhe unia uma estreita relação de amizade) e Luis León Sánchez.
Em 2006, no marco da Operação Puerto, foi identificado pela Guardia Civil como cliente da rede de dopagem liderada por Eufemiano Fuentes, baixo o nome em chave Hdez. Segundo o diário El País, a sua identificação teria sido incorreta, já que o Hernández que significava Hdez pertenceria ao segundo apelido de Roberto Heras, não a Jesús.
Hernández, ao igual que Contador, declarou ante o juiz Antonio Serrano em dezembro desse ano, ainda que em qualidade de testemunha, não como imputado, ao não ser o dopaje um delito segundo a legislação espanhola vigente nesse momento. Hernández disse que Manolo Saiz, director da equipa, controlava as coisas, e admitiu ter utilizado parches de testosterona (em jargão, parches de calor), que se utilizavam por ordem dos responsáveis pela equipa para se recuperar muscularmente. A testosterona é um anabolizante (aumenta a massa muscular) e seu uso exógeno está proibido pelas autoridades desportivas, pelo que figura na lista de substâncias e práticas dopantes (e por tanto proibidas) elaborado pela AMA. Apesar de ser uma prática proibida, o facto de que esses parches de testosterona fossem de libertação lenta imposibilitava que o corredor desse positivo nos controles antidopagem.

#### Do modesto Relax ao desemprego
Em 2006 alinha pela modesta Relax, de categoria Continental Profissional. Nesse ano correu a Volta a Espanha, a carreira mais importante na que participou (graças ao convite da organização) a equipa, ainda que teve que abandonar como consequência de uma forte queda na etapa com final em Calar Alto.
Em 2007, na sua segunda temporada no Relax, voltou a correr na Volta a Espanha, ainda que de novo viu-se obrigado a abandonar a carreira ao fracturar-se a clavícula a caminho de Villacarrillo (Jaén), na 14ª etapa.
Depois do desaparecimento da equipa Hernández ficou sem equipa, pelo que não pôde correr em 2008. Pese a esta circunstância o corredor seguiu com os seus treinamentos, completando mais de 20 000 quilómetros ao longo do ano, com frequência junto ao seu amigo e ex-parceiro Alberto Contador (Astana), quem animou-lhe para que seguisse se treinando pese a não ter equipa.

#### Gregário de Contador

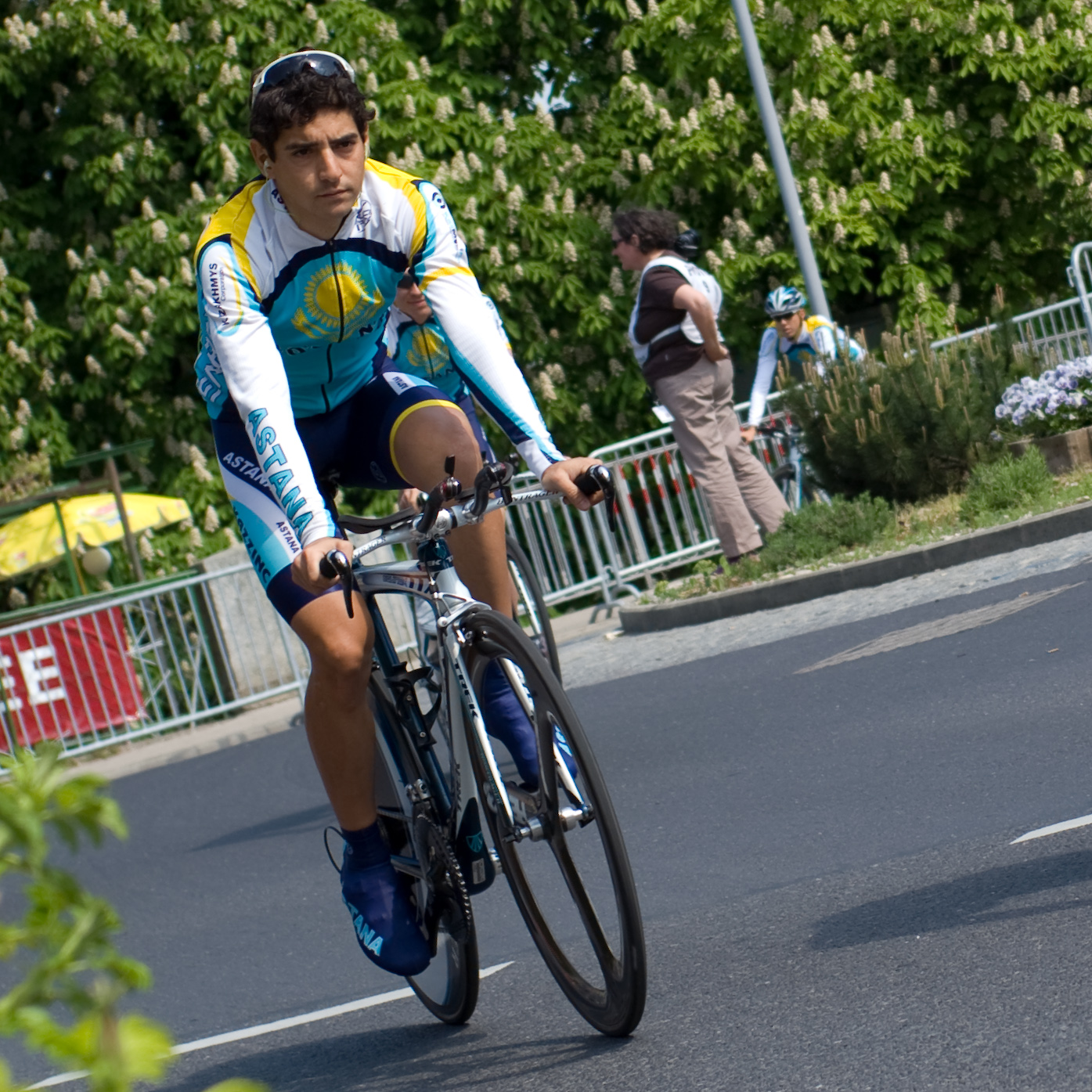
Jesús Hernández no Tour de Romandía 2009, com o maillot de Astana.

Para 2009 foi contratado pelo Astana de Johan Bruyneel por desejo do seu amigo Alberto Contador, chefe de filas depois de ter ganhado a tripla coroa entre as duas últimas temporadas: Tour de France em 2007 e Giro d'Italia e Volta a Espanha em 2008. Assim, foi à concentração invernal da equipa em Tenerife em dezembro e ao Tour Down Under, momentos nos que travou amizade com Lance Armstrong, heptacampeão do Tour de France que voltava depois de três anos sem competir; o estadounidense começou a chamar-lhe carinhosamente Sweet baby Jesus (doce menino Jesus).
Desde o seu contrato desempenhou um trabalho de gregário a favor de Contador, com quem sente-se muito unido, tanto é de modo que devido ao seu carácter distraído conhece-se-lhe como a "mascota" devido a ser um maravilhoso cachorito faladeiro e quando este deixou a equipa para se unir ao Saxo Bank Sungard, Hernández seguiu o mesmo caminho e também alinhou pela equipa de Bjarne Riis.

#### Retirada
Depois da Volta a Espanha de 2017 anunciou a sua retirada do ciclismo depois de catorze temporadas como profissional e com 36 anos de idade passando a ser Director desportivo do conjunto Polartec-Kometa.

## Palmarés
Não tem conseguido nenhuma vitória como profissional.

## Resultados em Grandes Voltas
Durante a sua carreira desportiva tem conseguido os seguintes postos nas Grandes Voltas:
| Carreira        | 2004 | 2005 | 2006 | 2007 | 2008 | 2009 | 2010 | 2011 | 2012 | 2013 | 2014 | 2015 | 2016 | 2017 |
| --------------- | ---- | ---- | ---- | ---- | ---- | ---- | ---- | ---- | ---- | ---- | ---- | ---- | ---- | ---- |
| Giro d'Italia   | -    | -    | -    | -    | -    | -    | -    | 27º  | -    | -    | -    | -    | 59º  | 49º  |
| Tour de France  | -    | -    | -    | -    | -    | -    | 140º | 92º  | -    | 43º  | Ab.  | -    | -    | -    |
| Volta a Espanha | -    | -    | Ab.  | Ab.  | -    | 19º  | -    | -    | 43º  | -    | 21º  | -    | 43º  | 64º  |

-: não participa

Ab.: abandono

## Equipas
- Liberty Seguros (2004-2005)
  - Liberty Seguros (2004)
  - Liberty Seguros-Würth Team (2005)
- Relax-GAM (2006-2007)
- Astana (2009-2010)
- Saxo Bank/Tinkoff (2011-2016)
  - Saxo Bank Sungard (2011)
  - Saxo Bank-Tinkoff Bank (2012)
  - Team Saxo-Tinkoff (2013)
  - Tinkoff-Saxo (2014-2015)
  - Tinkoff (2016)
- Trek-Segafredo (2017)